# Canon automoteur Saint-Chamond 1917
Le canon automoteur Saint-Chamond 1917 est un prototype réalisé durant la Première Guerre mondiale par la Compagnie des forges et aciéries de la marine et d'Homécourt (FAMH) pour doter l'armée de terre française d'une pièce d'artillerie lourde mobile.